# Modo transversal electromagnético
El modo transversal de un frente de onda electromagnética es el perfil del campo electromagnético en un plano perpendicular (transversal) a la dirección de propagación del rayo. Modos transversales ocurren en las ondas de radio y microondas confinadas en una guía de ondas, como también la luz confinada en una fibra óptica y en el resonador óptico de un láser.
Los modos transversales son debidos a las condiciones de frontera impuestas por la guía de ondas. Por ejemplo una onda de radio que se propaga a lo largo de una guía hueca de paredes metálicas tendrá como consecuencia que las componentes del campo eléctrico paralelas a la dirección de propagación (eje de la guía) se anulen, y por tanto el perfil transversal del campo eléctrico estará restringido a aquellas ondas cuya longitud de onda encaje entre las paredes conductoras. Por esta razón, los modos soportados son cuantizados y pueden hallarse mediante la solución de las ecuaciones de Maxwell para las condiciones de frontera adecuadas.

## Tipos de modos
Los modos transversales son clasificados de la siguiente manera:
- modos TE (Transversal Eléctrico) no existe ninguna componente del campo eléctrico en la dirección de propagación.
- modos TM (Transversal Magnético) no existe ninguna componente del campo magnético en la dirección de propagación.
- modos TEM (Transversal Electromagnético) no existe ninguna componente del campo eléctrico y magnético en la dirección de propagación.
- modos Híbridos son aquellos donde hay componentes del campo eléctrico y magnético en la dirección de propagación.

Debido a las condiciones de frontera incluidas por el material, dentro de una guía de paredes conductoras, rellena de un material homogéneo e isótropo, no se puede propagar ningún modo híbrido. Exceptuando casos como este o de cierta simetría especial, los modos que se propagan en las guías comunes son principalmente del tipo híbrido. Por ejemplo, la luz que viaja en una fibra óptica u otra guía dieléctrica normalmente se compone de modos híbridos. Los modos de una fibra son usualmente referidos como modos LP (polarización lineal, de sus siglas en inglés), que se refiere a una aproximación escalar para el campo, suponiendo que el campo solo tiene una componente transversal (esto es bastante acertado para la fibras comunes donde es muy poca la diferencia entre los índices de refracción).
Tanto una onda plana propagándose por el espacio libre, como los modos generados en un resonador óptico láser, son del tipo Transversal Electromagnético (TEM).

## Modos láser

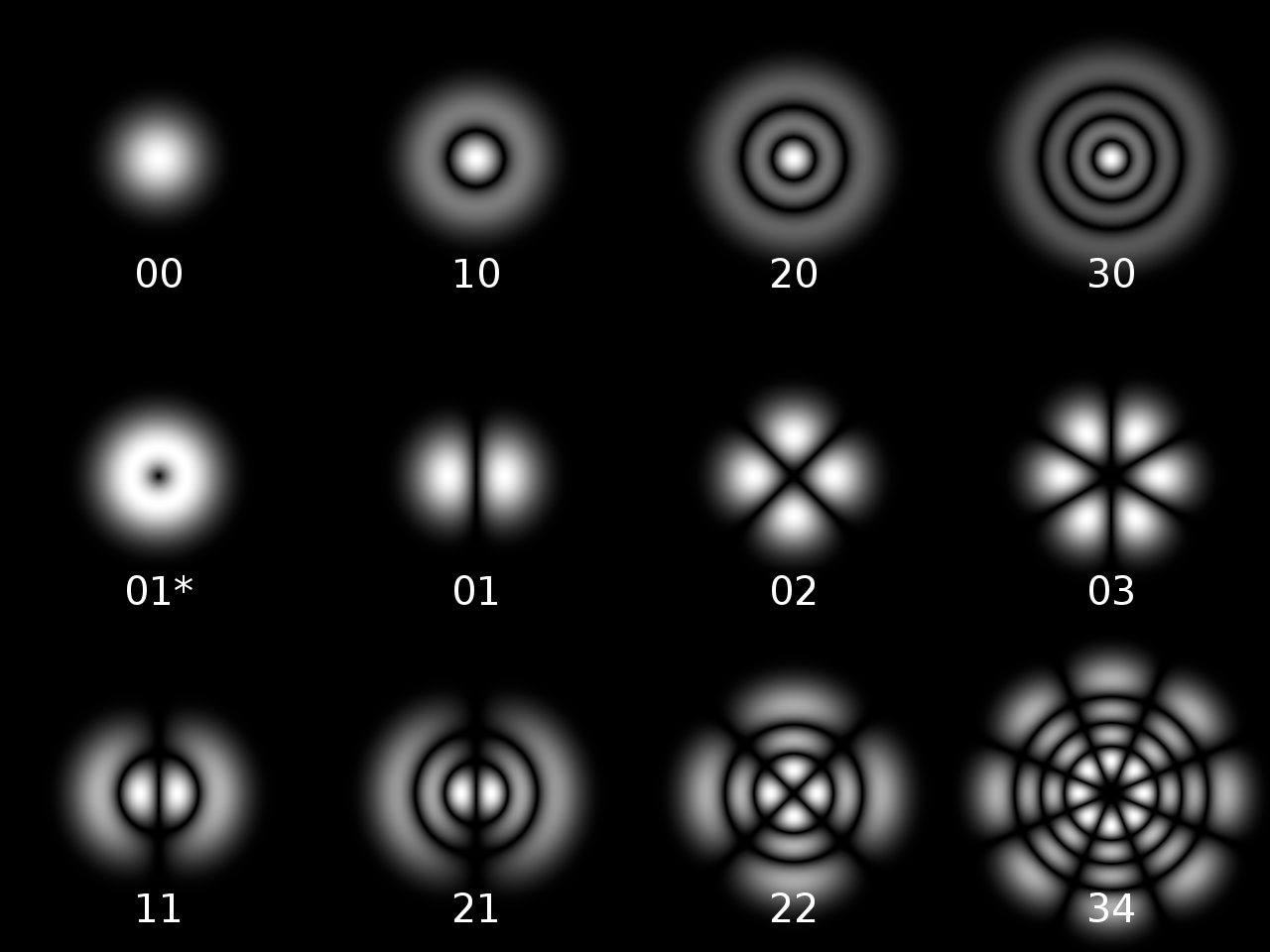
Modos transversales (TEM_{pl}) para un resonador óptico cilíndrico.

En un resonador láser con simetría cilíndrica, los modos transversales son descritos matemáticamente como la combinación de un perfil gaussiano con un polinomio de Laguerre. Los modos se representan como TEMpl, donde p y l son enteros que indican los órdenes radial y angular del polinomio de Laguerre para cada modo. La intensidad en un punto r, {\displaystyle \psi } (en coordenadas polares), cuyo origen de coordenadas está en el centro del modo, está dada por:

{\displaystyle I_{pl}(\rho ,\varphi )=I_{0}\cdot [\rho ^{l}e^{-\rho }(L_{p}^{l}(\rho ))^{2}]\cdot \cos ^{2}(l\varphi )}

donde
{\displaystyle \rho =2r^{2}/w^{2}\,} es la coordenada radial reescalada.
{\displaystyle w\,} es el tamaño del lóbulo (spot) del modo correspondiente al radio del haz gaussiano.
{\displaystyle L_{p}^{l}(\cdot )}, es el polinomio de Laguerre asociado de orden p y de índice l.
Con p=l=0, el modo TEM00 es el de menor orden (modo transversal fundamental) del resonador láser y tiene la misma forma de un haz gaussiano. El perfil transversal tiene forma de campana, y su fase es constante a través del modo. A medida que p aumenta los modos exhiben anillos de intensidad concéntricos, a medida que aumenta l se exhiben lóbulos de intensidad distribuidos angularmente. En general hay 2l(p+1) lóbulos de luz en el patrón modal (excepto para l=0). El modo donut (TEM0i*), es un caso especial que consiste en la superposición de dos modos TEM0i* (i=1,2,3), rotados 360°/4i con respecto al otro.
En muchos láseres, la simetría del resonador óptico está restringida por elementos de polarización como lo son las ventanas de Brewster. En estos láseres se forman modos transversales con simetría rectangular, estos se representan como TEMmn siendo m y n los órdenes horizontales y verticales del patrón modal. La intensidad en el punto (x,y) está dada por:

{\displaystyle I_{mn}(x,y)=I_{0}\left[{\mbox{H}}_{m}\left({\frac {{\sqrt {2}}x}{w}}\right)\exp \left({\frac {-x^{2}}{w^{2}}}\right)\right]^{2}\left[{\mbox{H}}_{n}\left({\frac {{\sqrt {2}}y}{w}}\right)\exp \left({\frac {-y^{2}}{w^{2}}}\right)\right]^{2}}

donde Hm(x) es el polinomio de Hermite de orden m. 

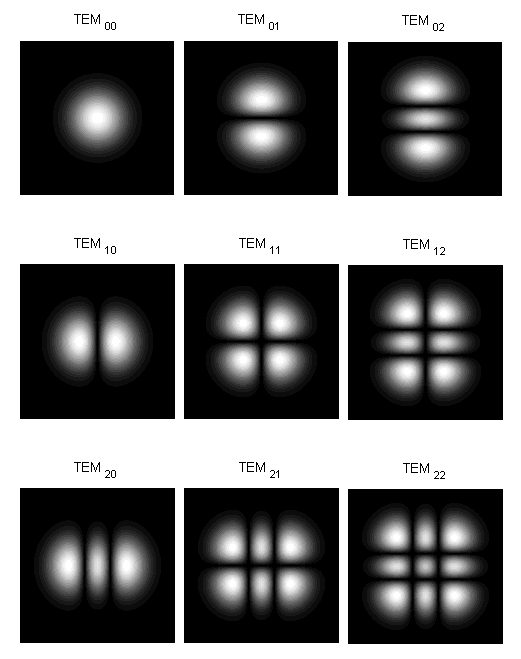
TEM(mn) Modos transversales electromagnéticos para un láser con cavidad rectangular.

El modo TEM00 corresponde al mismo modo fundamental al de la geometría cilíndrica. Los modos con m y n mayores que cero, exhiben (m+1)(n+1) lóbulos distribuidos en las direcciones vertical y horizontal. Al igual que antes, los modos de mayor orden tienen una extensión espacial mayor que la del modo fundamental (TEM00).
La fase de cada lóbulo de un TEMmn está corrida π radianes respecto a sus vecinos más próximos en la dirección vertical o horizontal. 
El perfil de intensidad de salida de un láser puede ser reproducido por la superposición de todos los modos transversales permitidos por la cavidad resonante, aunque generalmente es deseable que el láser opere solamente en el modo fundamental.

## Modos en una fibra óptica
El número de modos en una fibra óptica determina si una fibra es mono-modo o multi-modo, esto es, si puede mantener uno o varios modos guiados. Para determinar el número de modos guiados en una fibra de salto de índice es necesario determinar el parámetro de fibra V:
{\displaystyle V=k_{0}a{\sqrt {n_{1}^{2}-n_{2}^{2}}},}
o equivalentemente:
{\displaystyle V={\frac {2\pi }{\lambda }}a{\textrm {NA}}.}
donde {\displaystyle k_{0}} es el número de onda, {\displaystyle a} es el radio del núcleo, {\displaystyle \lambda } es la longitud de onda, NA es la apertura numérica, {\displaystyle n_{1}} y {\displaystyle n_{2}} son respectivamente los índices de refracción del núcleo y del revestimiento. Cualquier fibra de salto de índice con un parámetro V menor que 2.405 es (por definición) una fibra monomodo, de igual forma si V > 2.405 la fibra guiará otros modos además del modo fundamental (multi-modo).
La descomposición de la distribución de campos en modos transversales es muy útil porque facilita la interpretación de perfiles de intensidad muy complejos, como la superposición de modos más simples. Del estudio de estos modos es posible conocer la evolución del campo que se propaga.